# Montalvo (Esmeraldas)
Montalvo ist eine Ortschaft und eine Parroquia rural („ländliches Kirchspiel“) im Kanton Rioverde der ecuadorianischen Provinz Esmeraldas. Die Parroquia besitzt eine Fläche von 377,5 km². Die Einwohnerzahl lag im Jahr 2010 bei 4009.

## Lage
Die Parroquia Montalvo liegt im Küstentiefland im Nordwesten von Ecuador. Es besitzt eine Längsausdehnung in Nord-Süd-Richtung von 42,5 km. Das Verwaltungsgebiet weist einen 7,5 km langen Küstenstreifen am Pazifischen Ozean auf. Im Süden erreicht es Höhen bis zu 360 m. Der nördliche und zentrale Teil der Parroquia entspricht dem Einzugsgebiet des Río Ostiones, ein Zufluss des Pazifischen Ozeans. Der Süden erstreckt sich über die Quellgebiete des Río Mate sowie des Río Meribe, ein rechter Nebenfluss des Río Verde. Der 10 m hoch gelegene Hauptort Montalvo befindet sich am Río Ostiones 3 km von der Meeresküste entfernt. Montalvo befindet sich 11 km ostsüdöstlich vom Kantonshauptort Rioverde an der Fernstraße E15 (Esmeraldas–San Lorenzo).
Die Parroquia Montalvo grenzt im Nordosten an die Parroquia Lagarto, im Osten an die Parroquias Anchayacu, San Francisco de Ónzole und Santo Domingo de Ónzole (alle drei im Kanton Eloy Alfaro) sowie im Westen an die Parroquias Chumundé, Chontaduro und Rocafuerte.

## Orte und Siedlungen
In der Parroquia Montalvo gibt es folgende Recintos: Àfrica, Bocana de Ostiones, Buenos Aires, Canelo, EL Pan, El Progreso, Estero Hondo, Felfa, Gualali, Horqueta, La Muralla, Las Peñitas, Machín, Milagro, Naranjal, Nueva Unión Manabita, Paufi, Palmar, Repartidero, Sirena, Rosal del Castillo, Tigrillera, Unión Manabita und Walte.

## Geschichte
Die Gründung der Parroquia Montalvo im Kanton Esmeraldas wurde am 14. September 1905 im Registro Oficial N° 8 bekannt gemacht und damit wirksam. Zuvor gab es das Recinto Ostiones in der Parroquia Ríoverde. 1996 wurde die Parroquia dem neu geschaffenen Kanton Rioverde zugeschlagen.